# Hrabstwo Monroe (Indiana)

Piramida wieku hrabstwa

Hrabstwo Monroe (ang. Monroe County) – hrabstwo w stanie Indiana w Stanach Zjednoczonych.

## Geografia
Według spisu z 2010 roku obszar całkowity hrabstwa obejmuje powierzchnię 411,32 mili2 (1065,31 km²), z czego 394,51 mili2 (1021,78 km²) stanowią lądy, a 16,81 mili2 (43,54 km²) stanowią wody. Według szacunków United States Census Bureau w roku 2012 miało 141 019 mieszkańców. Jego siedzibą administracyjną jest Bloomington.

### Miasta
- Bloomington
- Ellettsville
- Stinesville

### CDP
- Harrodsburg
- Smithville-Sanders